# Sentier (stanice metra v Paříži)

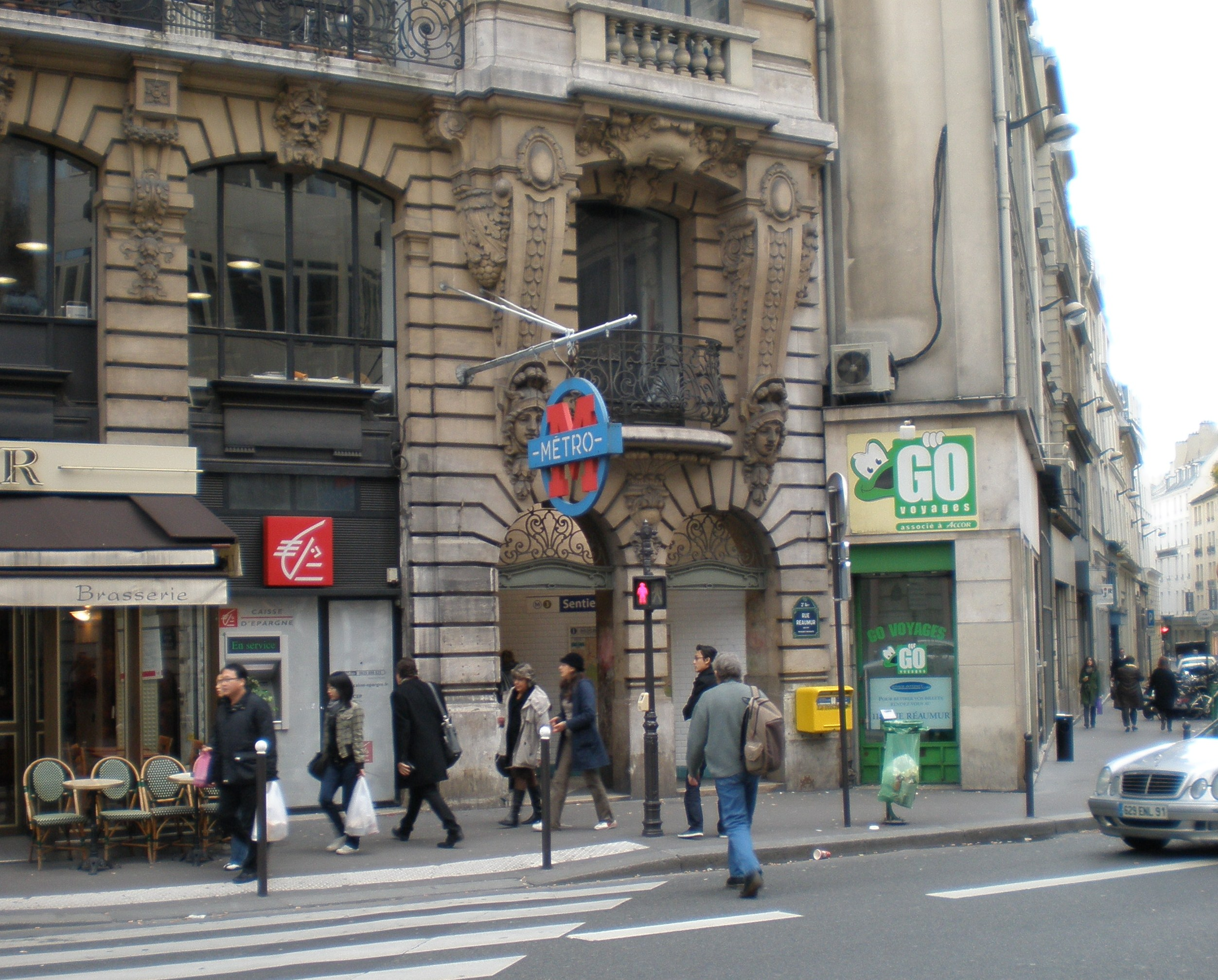
Vstup v domě č. 97 na Rue Réaumur

Sentier je nepřestupní stanice pařížského metra na lince 3 ve 2. obvodu v Paříži. Nachází se pod ulicí Rue Réaumur mezi křižovatkami s ulicemi Rue d'Aboukir a Rue des Petits Carreaux.

## Historie
Stanice byla otevřena 20. listopadu 1904 jako součást prvního úseku linky 3.

## Název
Sentier znamená česky stezka. Stejně se jmenuje nedaleká ulice Rue du Sentier i celá zdejší čtvrť.

## Vstupy
Stanice má dva vchody a je jednou z mála, jichž vchod se nachází v budově.
- V domě č. 97 na Rue Réaumur
- Na ulici Rue des Petits Carreaux u domu č. 21